# إيوان المدائن

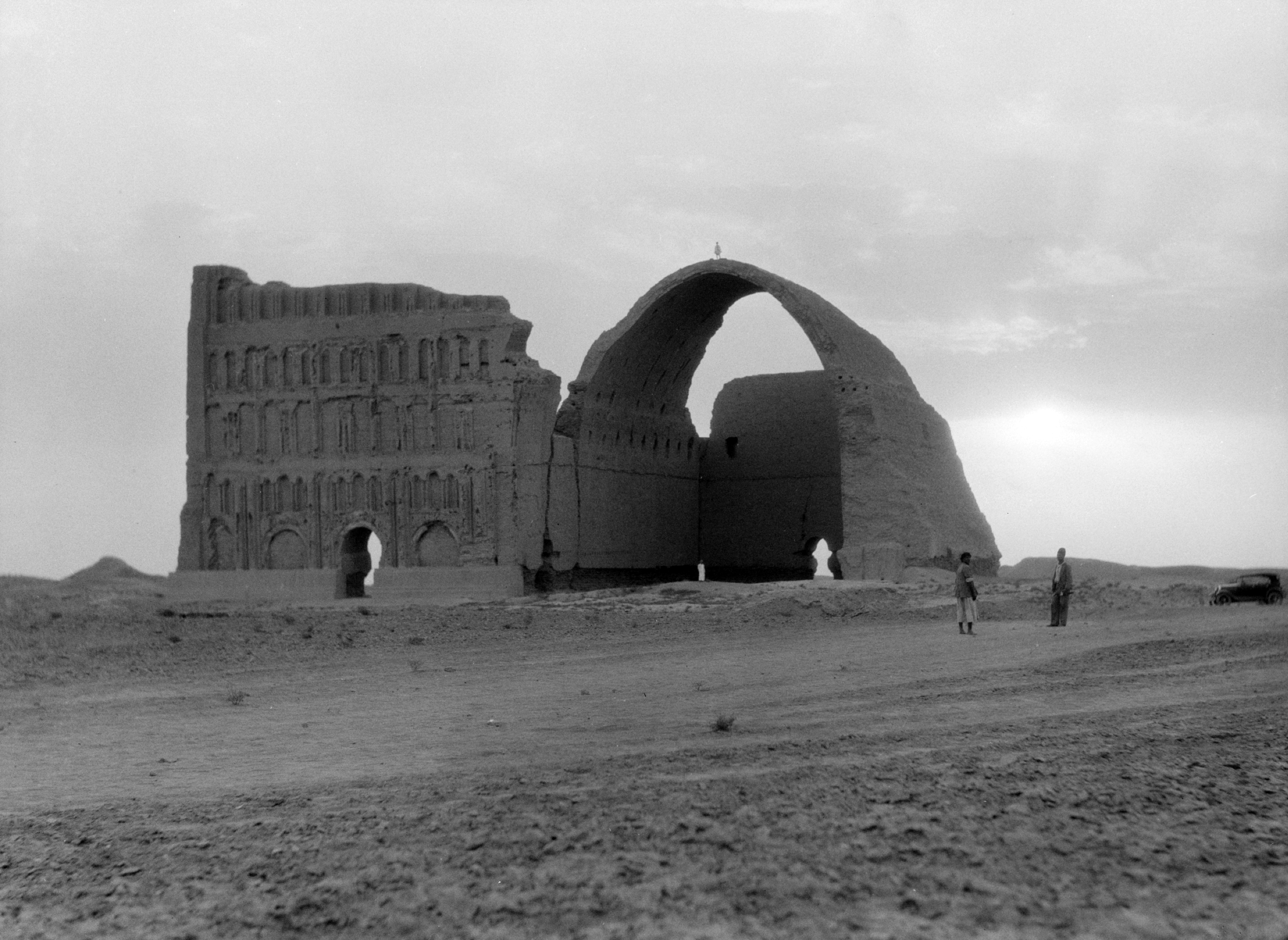
إيوان كسرى عام 1932

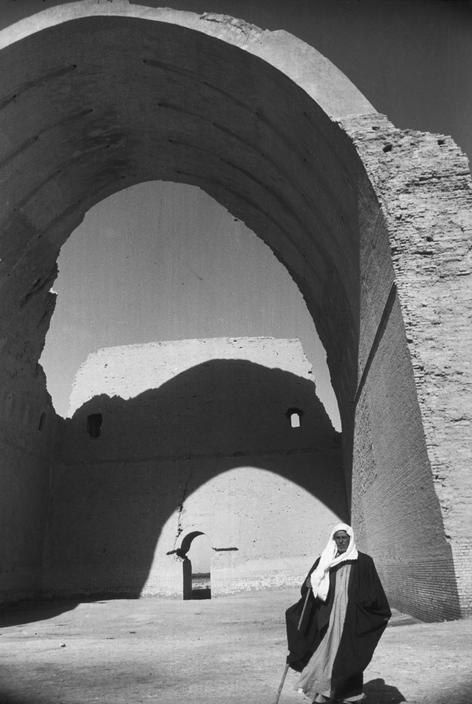
إيوان كسرى عام 1950

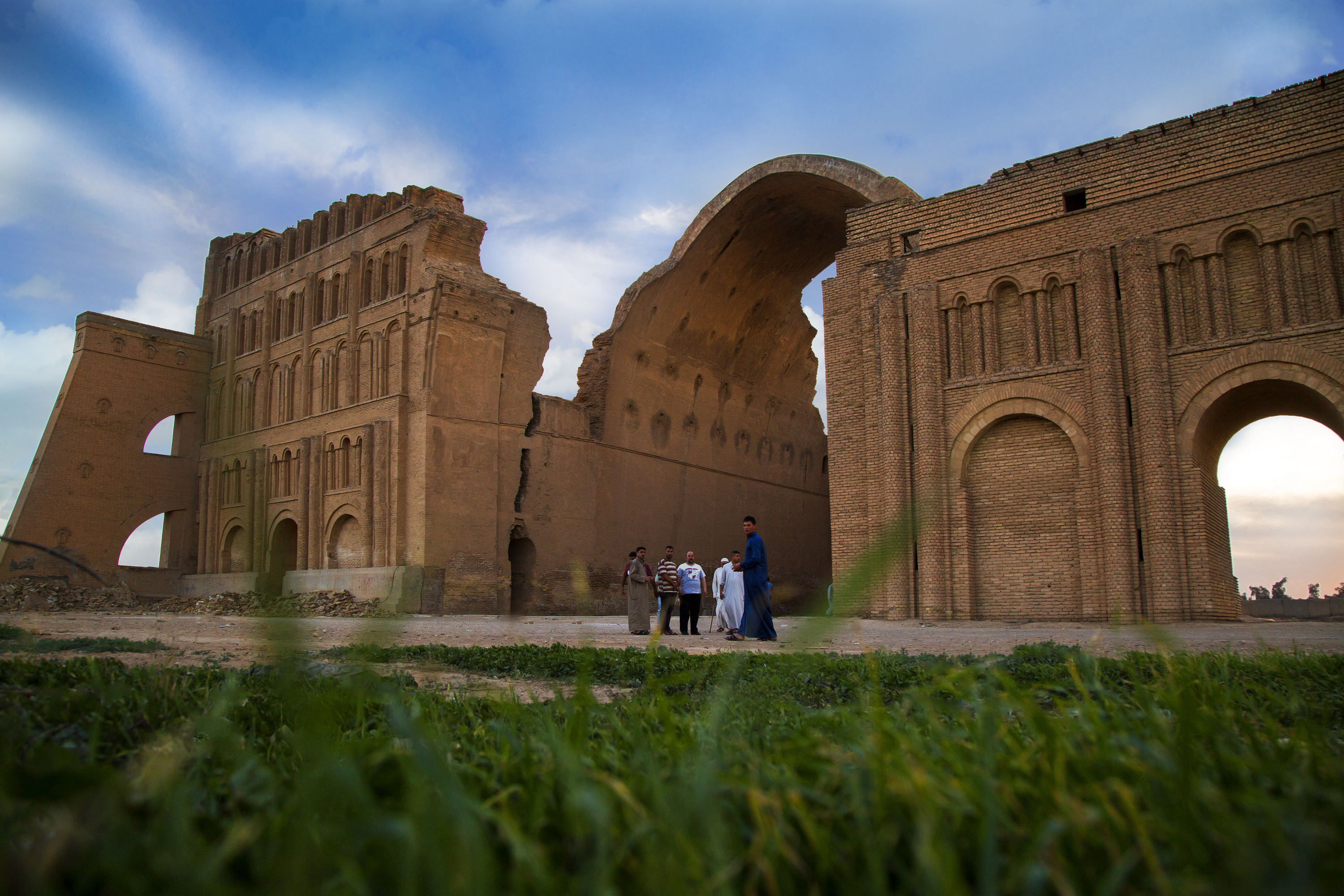
طاق كسرى ويظهر حولهُ مجموعة من أفراد الشرطة العراقية في عام 2008

إيوان المدائن (إيوان كسرى أو طاق كسرى) (بالفارسية: ایوان خسرو) كما يعرف محلياً، هو الأثر الباقي من أحد قصور كسرى أنوشروان، يقع جنوب مدينة بغداد في موقع مدينة طيسفون الواقعة في منطقة المدائن التابعة إدارياً إلى محافظة بغداد، وتعرف محلياً ولدى العامة ب (سلمان باك) على اسم الصحابي الشهير سلمان الفارسي المدفون هناك.
هذا الأثر يمثل أكبر قاعة لإيوان كسرى مسقوفة بالأجر على شكل عقد دون استخدام دعامات أو تسليح ما، ويسمى محلياً ولدى العامة بـ (طاق أو طاك كسرى). آثار الإيوان المغطى لا زال محتفظاً بأبهته وكذلك الحائط المشقوق وتقوم دائرة الآثار في العراق بصيانة البناء والعناية به.

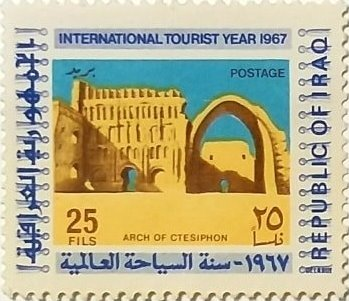
طابع بريدي عراقي فئة 25 فلساً صدر عام 1967 ضمن مجموعة سنة السياحة العالمية ويظهر فيه طاق كسرى في المدائن.

## تاريخه
بدأ ببناء إيوان كسرى في عهد كسرى الأول، المعروف بأنوشِروان (الروحِ الخالدة)، بعد الحملة العسكرية على البيزنطيين عام 540م. يتكون الإيوان من جزئين أساسيين: المبنى نفسه والقوس الذي بجانبه. يبلغ ارتفاع القوس 37 متراً وعرضه 26 متراً وارتفاعه 50 متراً، ويعتبر من أعظم الأبنية من نوعه في ذلك العصر. غرفة العرش - التي يتوقع أن تكون تحت أو خلف القوس - كانت تربو على 30 متر ارتفاع، 24 متر عرض و 84 متر طولاً.
استحوذ المسلمون على إيوان كسرى سنة 637 م وقد حول في ذلك الوقت إلى مسجد
في عام 1888م دمر السيل ثُلُث المبنى، ولقد جرت عملية إعادة بناء في عهد صدام حسين في عقد الثمانينات من القرن العشرين لكنها لم تكتمل وتوقفت أعمال البناء في عام 1991م إبان حرب الخليج، وتقوم جامعة شيكاغو الآن بالتعاون مع الحكومة العراقية الحالية باعادة بناءه في ما يسمى بمشروع ديالا "Diyala Project".
ولقد كان في منطقة المدائن إيوانان أحدهما بناه سابور الأول ابن أردشير والذي حكم من عام 240م إلى 271م وذكر ابن الجوزي ان إيوان كسرى بناه سابور الثاني بن هرمز ذو الأكتاف المتوفي في عام 370م. وذكر في مقدمة ابن خلدون ما وقع في هدم إيوان كسرى، لما اعتزم المنصور على بناء بغداد أراد هدمه، وبعث إلى خالد بن يحيى، وهو في مجلسهِ يستشيره في ذلك، فقال: يا أمير المومنين لا تفعل واتركهُ ماثلاً يستدل بهِ على عظيم ملك آبائك الذين سلبوا الملك لأهل ذلك الهيكل، فاتهمه في النصيحة، وقال: أخذته النعرة للعجم. والله لأصرعنه. وشرع في هدمهِ وجمع الأيدي عليه، واتخذ لهُ الفؤوس وحماهُ بالنار، وصب عليهِ الخل، حتى إذا أدركه العجز بعد ذلك كله وخاف الفضيحة، بعث إلى خالد بن يحيى يستشيره ثانياً في التجافي عن الهدم، فقال: يا أمير المؤمنين لا تفعل، واستمر على ذلك، لئلا يقال: عجز أمير المؤمنين وملك العرب عن هدم مصنع من مصانع العجم! فعرفها المنصور وأقصر عن هدمه.

## وصف إيوان كسرى
مقر الملك في فارس يدعى «القصر الأبيض» وفي وسطه «إيوان كسرى» قاعةُ عرش كسرى. وعلى جدرانها رسمت معركة أنطاكية التي دارت بين الفرس والروم.
وصف الكثير من الشعراء الفارسيين إیوان کسری واستلهموا منه. الوصف الأکثر شهرة للخاقاني في القصیدة المسماة بإیوان المدائن. أیضاً بالعربیة قد وصف البحتري إيوان كسرى في سينيتة المشهورة:

## فيلم وثائقي: «طاق كسرى: من عجائب الهندسة المعمارية»

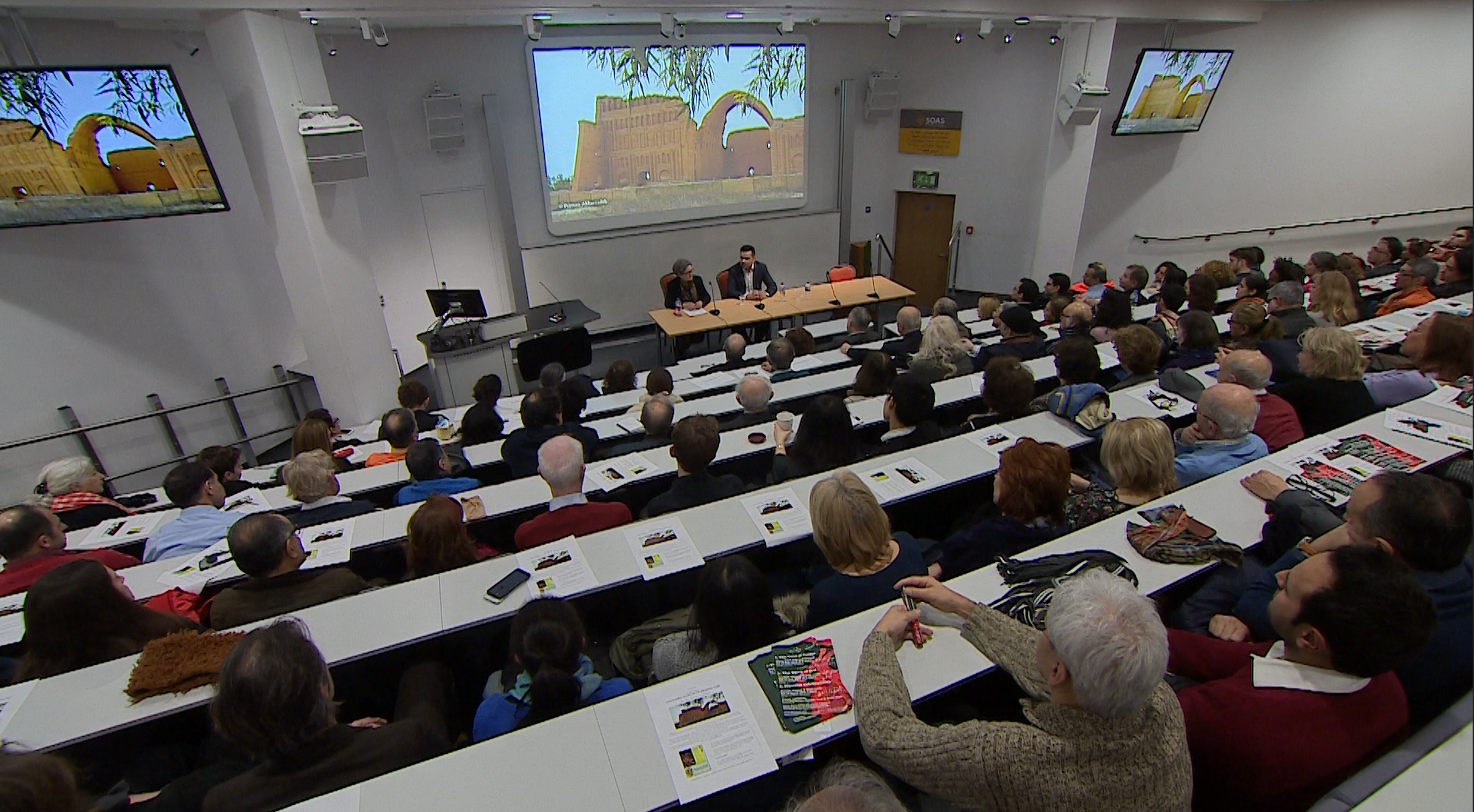
عرض لفيلم "طاق كسرى: من عجائب الهندسة المعمارية" في مركز الدراسات الشرقية والأفريقية، التابع إلى جامعة لندن

في عام 2018 انتج بيجمان أكبرزاده (بالفارسية: پژمان اکبرزاده)، الإيراني الأصل المقيم في هولندا، أول فيلم وثائقي عن طاق كسرى: من عجائب الهندسة المعمارية. وعرض الفلم في شهر شباط/فبراير 2018 في مبنى مركز الدراسات الشرقية والأفريقية، وهو مركز تابع لجامعة لندن.
وخلال رحلتين إلى العراق، قام بتصوير القوس، كما أجرى مقابلات مع باحثين متعمقين حول تاريخ وهندسة القوس من اسيا وأوروبا وأمريكا الشمالية.

## معرض صور

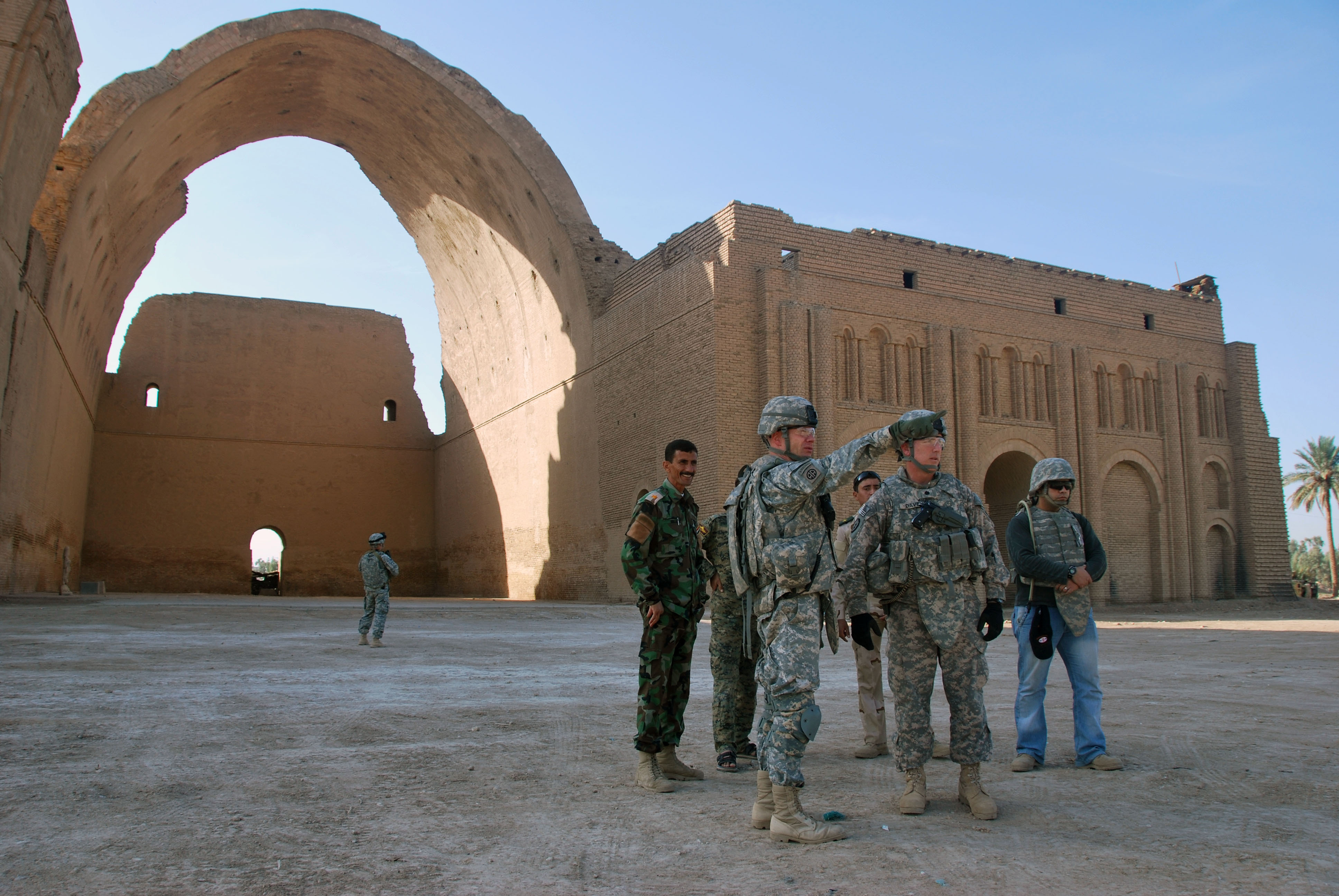
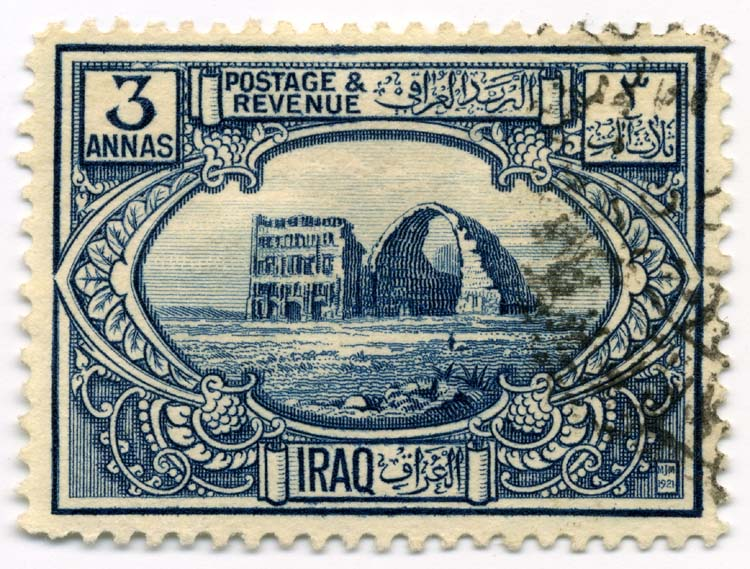
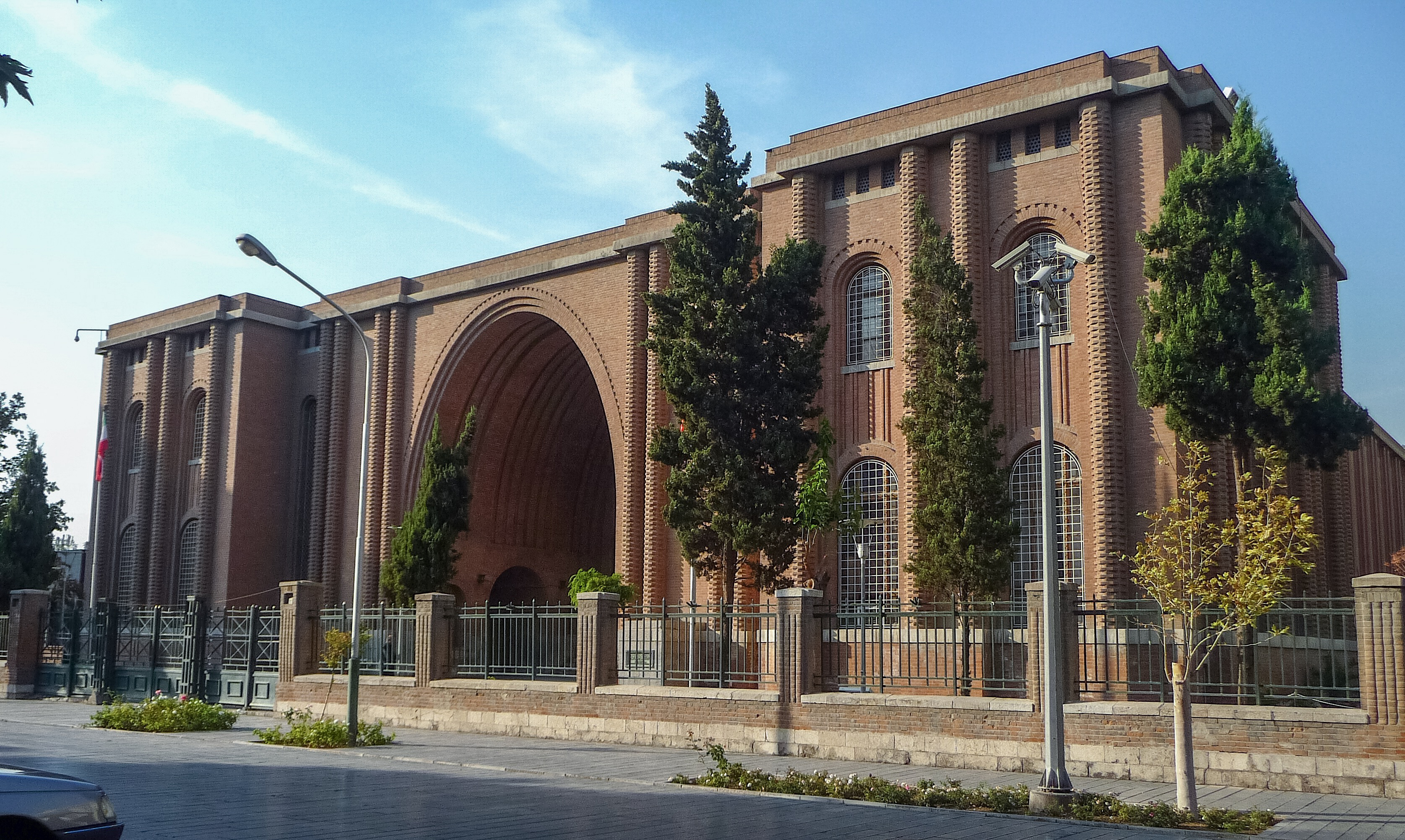
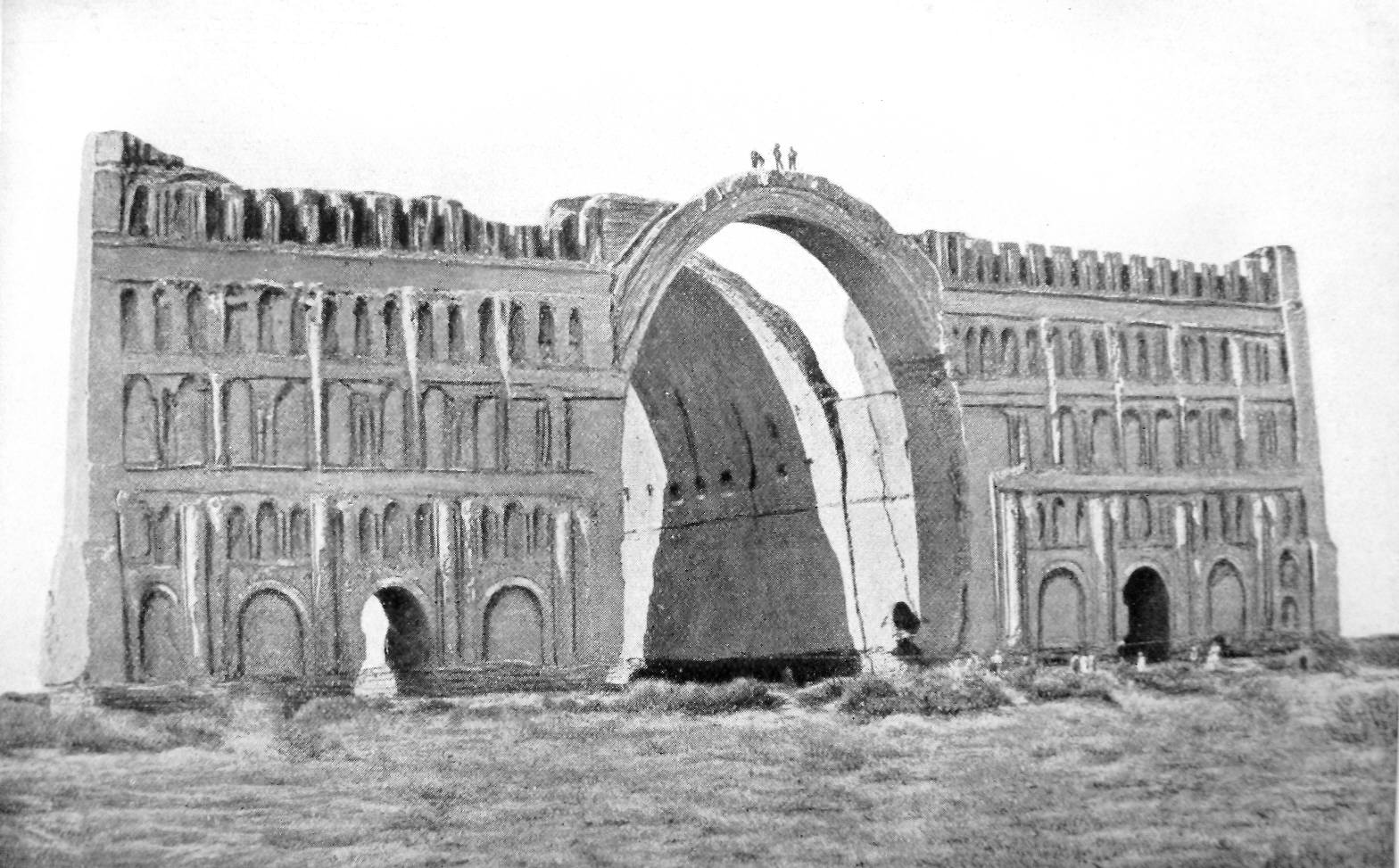
بقايا القصر الأبيض في كتيسيفون في العراق، مع قوس طاق كسرى الشهير، والصورة التقطت في 1864، قبل انهيار الواجهة اليمنى
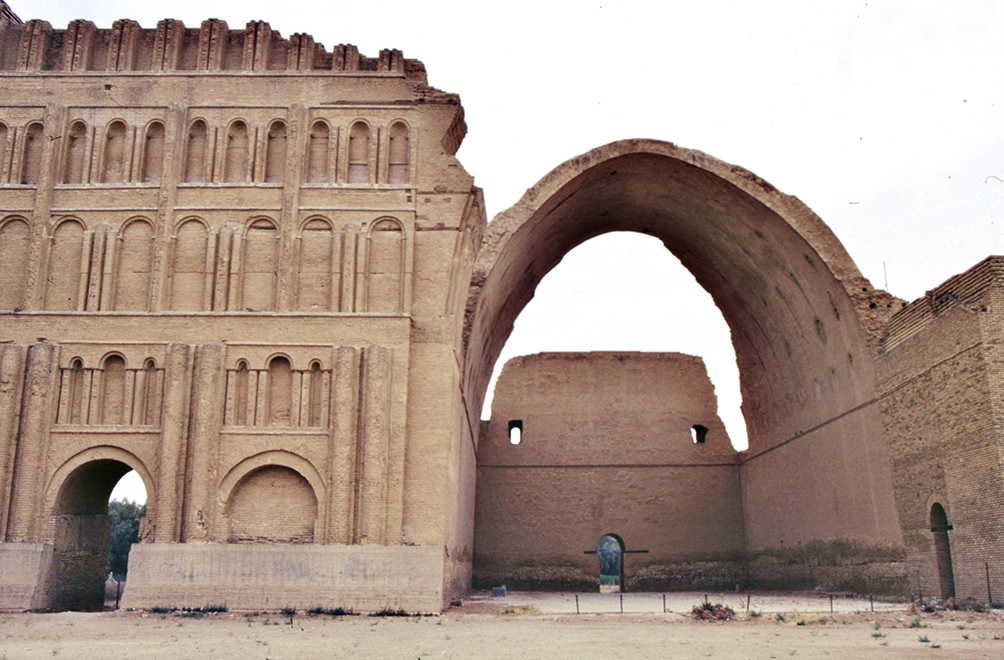

## وصلات خارجية
- طاق كسرى: من عجائب الهندسة المعمارية (عرض مختصر لفيلم)